# Гусакова Тетяна Станіславівна
Тетяна Станіславівна Гусакова (нар. 24 жовтня 1970, Київ) — українська футболістка, по завершенні кар'єри гравця — футбольна арбітерка та дитяча тренерка.

## Життєпис
Футбольну кар'єру розпочала у клубі «Арена-Господар». У чемпіонаті України дебютувала в 1992 році. У складі київського клубу відіграла два сезони, у Вищій лізі провела 39 матчів та відзначилася 17-а голами. У 1993 році стала володаркою «золотого дубля» (того року «Арена» стала переможницею національного чемпіонату та кубку). По завершенні тріумфального для київського колективу сезону через фінансові проблеми клуб було розформовано. Всі гравчині отримали статус вільних агентів. У 1994 році перейшла до «Сталі-Ніки-ММК». У команді відіграла один сезон, у Вищій лізі провела 12 матчів та відзначилася 5-а голами.
У 1995 році перейшла до столичної «Аліни». У команді виступала протягом двох сезонів. У дебютному для себе сезоні допомогла київському клубі виграти кубок країни. У вищій лізі чемпіонату України у складі «Аліни» зіграла 21 матч.
У 1997 році підсилила «Донеччанку». У складі донецького клубу провела один сезон, у чемпіонаті України зіграла 9 матчів. Наступного сезону перейшла до «Легенди». У чернігівському клубі провела чотири сезони, у Вищій лізі зіграла 33 матчі та відзначився 8-а голами. Разом з чернігівським колективом стала дворазовою чемпіонкою Українкою та володаркою кубку України. По завершенні сезону 2001 року завершила футбольну кар'єру.
Виступала в збірній України
По завершенні футбольної кар'єрою займалася суддівством. Обслуговувала поєдинки жіночих футбольних змагань. По завершенні суддівської кар'єри почала працювати дитячою футбольною тренеркою у ДЮСШ міста Васильків. 

## Досягнення
«Арена»
- Вища ліга чемпіонату України
  -  Чемпіон (1): 1993
  -  Срібний призер (1): 1992

- Кубок України
  -  Володар (1): 1993
  -  Фіналіст (1): 1992

«Аліна»
- Вища ліга чемпіонату України
  -  Срібний призер (1): 1995

- Кубок України
  -  Володар (1): 1995

«Донеччанка»
- Вища ліга чемпіонату України
  -  Бронзовий призер (1): 1997

- Кубок України
  -  Фіналіст (1): 1997

«Легенда»
- Вища ліга чемпіонату України
  -  Чемпіон (2): 2000, 2001
  -  Срібний призер (2): 1998, 1999

- Кубок України
  -  Володар (1): 2001
  -  Фіналіст (2): 1998, 1999